# Alba de Yeltes
Pour les articles homonymes, voir Alba.
Alba de Yeltes est une commune de la province de Salamanque dans la communauté autonome de Castille-et-León en Espagne.